# Lunxhëri
Lunxhëri (albanese: lunxhërija) è una frazione del comune di Argirocastro in Albania (prefettura di Argirocastro).
Fino alla riforma amministrativa del 2015 era comune autonomo, dopo la riforma è stato accorpato, insieme agli ex-comuni di Antigonë, Argirocastro, Cepo, Lazarat, Odrie e Picar  a costituire la municipalità di Argirocastro.

## Località
Il comune è formato dall'insieme delle seguenti località:
- Valare
- Kakoz
- Karjan
- Erind
- Gjat
- Nokovë
- Mingul
- Këllëz
- Dhoksat (in italiano Doxato)
- Qesorat